# ستاره دریایی نه‌بازو
ستاره دریایی نه‌بازو (نام علمی: Luidia senegalensis) نام یک گونه از رده ستاره دریایی است.